# Beberibe
Beberibe là một đô thị thuộc bang Ceará, Brasil. Đô thị này có diện tích 1616,389 km², dân số năm 2007 là 44882 người, mật độ 27,77 người/km².